# Ruth & Alex - L'amore cerca casa
Ruth & Alex - L'amore cerca casa (5 Flights Up) è un film del 2014 diretto da Richard Loncraine, con Morgan Freeman e Diane Keaton nei ruoli rispettivamente di Alex e Ruth. Il film è tratto dall'omonimo romanzo di Jill Ciment.

## Trama
Ruth e Alex sono due anziani coniugi che vivono a Brooklyn nella stessa casa da più di quarant'anni. Un giorno, causa l'avanzare degli anni decidono di vendere l'appartamento per trasferirsi in un palazzo dove sia disponibile l'ascensore. Nello sfondo di una New York frenetica e chiassosa Alex e Ruth ricordano i bei momenti felici vissuti assieme nel loro appartamento e nel frattempo si scontrano con l'insensibilità dei potenziali acquirenti e la cupidigia della loro agente immobiliare.

## Produzione

### Regia
Il regista del film è Richard Loncraine.

### Cast
- Morgan Freeman interpreta Alex Craver, anziano signore protagonista del film, nonché marito di Ruth.
- Diane Keaton interpreta Ruth, anziana signora protagonista della pellicola, nonché moglie di Alex.
- Cynthia Nixon è Lilly, l'agente immobiliare che segue le trattative per la vendita dell'appartamento.
- Korey Jackson interpreta Alex Craver da giovane.
- Claire van der Boom interpreta una giovane Ruth.
- Carrie Preston è Miriam Carswell.
- Hannah Dunne è Debbie.
- Alysia Reiner interpreta Blue Leggings.
- Josh Pais veste i panni di Jackson.
- Sterling Jerins è la piccola Zoe.

## Distribuzione
La pellicola è uscita nelle sale cinematografiche il 25 giugno 2015.